# Yak-Service
Yak-Service (Russisch: Як-Сервис) was een Russische luchtvaartmaatschappij met Moskou als thuisbasis. Het bedrijf voerde principieel enkel exclusieve vluchten uit. 

## Geschiedenis
Het bedrijf werd op 12 februari 1993 door vliegtuigbouwer Jakovlev (Яковлев, in het Engels: Yakovlev) opgericht en begon met bedrijfsactiviteiten op 25 november 1993.
De luchtvaartmaatschappij mocht van 24 juli 2009 tot november 2009 geen Europese vluchten uitvoeren.
Op 21 september 2011 werd de vergunning van de luchtvaartmaatschappij ingetrokken door de Russische luchtvaartautoriteit na de vliegtuigcrash van het Lokomotiv Jaroslavl-hockeyteam in Yaroslavl, Rusland.

### Incidenten
Op 7 september 2011 verongelukte Yak-Service-vlucht 9633 tijdens het opstijgen van de luchthaven Toenosjna in Jaroslavl, Rusland. Slechts één van de 45 inzittenden overleefden het ongeluk. Het vliegtuig vervoerde het Kontinental Hockey League-hockeyteam Lokomotiv Jaroslavl. National Hockey League-spelers Pavol Demitra, Ruslan Salei en Karl Skrastins waren ook aan boord.

## Technische gegevens
De Internationale Burgerluchtvaartorganisatie-code van de luchtvaartmaatschappij is AKY.

### Vloot
Yak-Service had in december 2006 de volgende vliegtuigen:
- 4 x Jakovlev Jak-40 (Як-40)
- 1 x Jakovlev Jak-42 (Як-42)

Tijdens vlucht 9633 verloor Yak-Service het vijfde vliegtuig, de Jakovlev Jak-42D.